# Rick Brunson
Eric Daniel «Rick» Brunson (Siracusa, Nueva York, 14 de junio de 1972) es un exjugador y entrenador de baloncesto estadounidense que jugó durante 9 temporadas en la NBA. Con 1,93 metros de altura, jugaba en la posición de base. Es padre del también jugador de baloncesto Jalen Brunson. Desde 2022 es entrenador asistente de los New York Knicks.

## Trayectoria deportiva

### Universidad
Brunson se graduó de la Universidad de Temple donde jugó cuatro temporadas con los Owls. 

### Profesional
Tras no ser elegido en el draft de la NBA de 1995, jugó para los Adelaide 36ers de la NBL australiana.
Fue fichado como agente libre por los Orlando Magic en 1997, habiendo jugado en dicha sesión también para los New York Knicks y los Portland Trail Blazers. 
Luego jugó para los Knicks en la temporada 1999. 
En la temporada del 2000 jugó para los Trail Blazers, Boston Celtics y Knicks. De nuevo jugó para los Trail Blazers en la temporada 2001. Luego firmó para los Chicago Bulls para la temporada 2002. 
Después jugó para los Toronto Raptors y los Bulls en la campaña 2003 antes de pasar a jugar para Los Angeles Clippers en el 2005. 
Un rompimiento en su contrato lo terminó llevando a jugar en la temporada 2005-06 con los Seattle Supersonics, pero participó solamente cuatro juegos por una lesión que lo mantuvo casi toda la campaña fuera de juego. El 28 de febrero del 2006, los Sonics despidieron a Brunson. Subsecuentemente Brunson fue fichado por los Houston Rockets.

### Entrenador
Después de retirarse ha ejercido de entrenador asistente en la NCAA y en la NBA.

## Vida personal

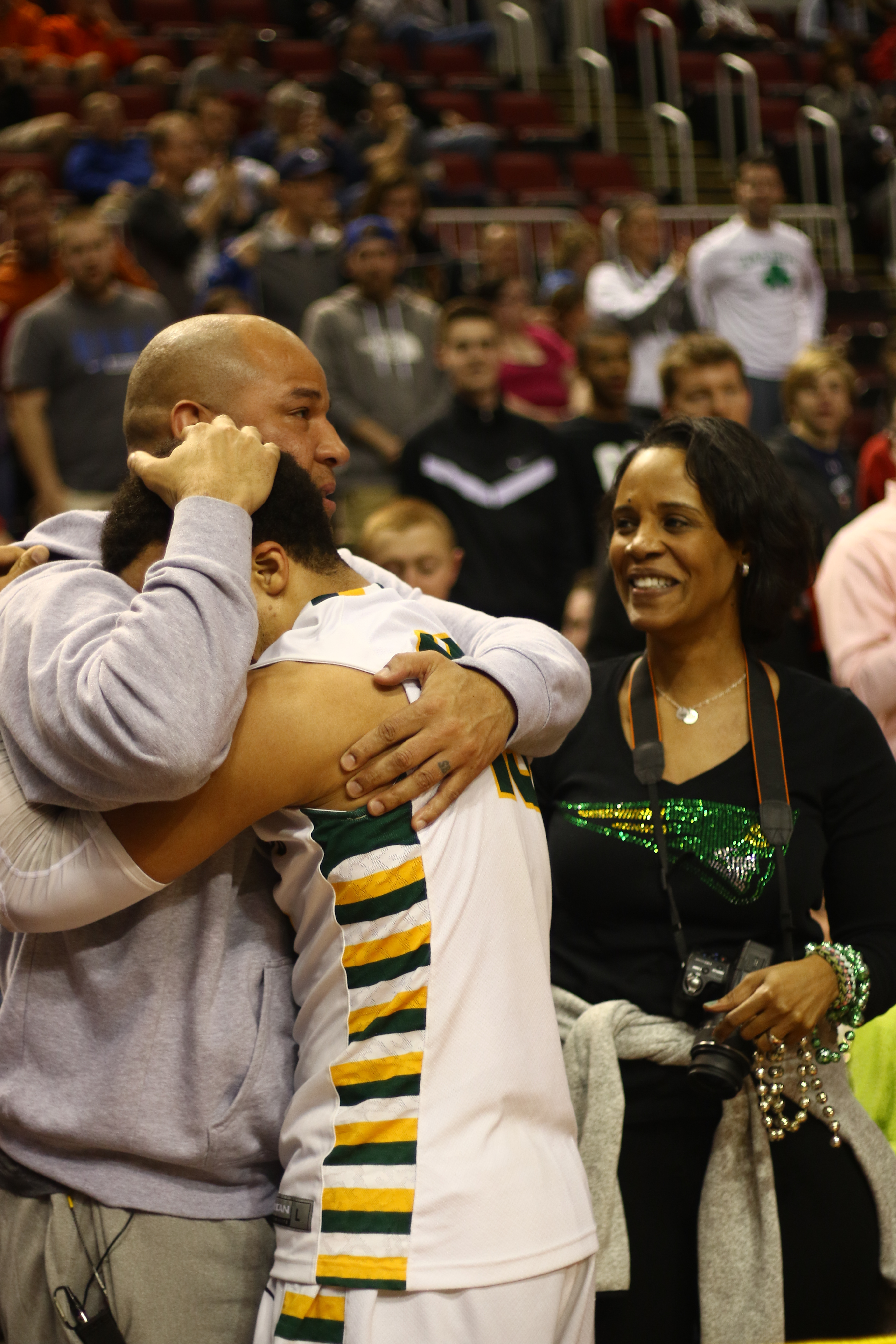
Rick abraza a su hijo Jalen en 2015.

Rick conoció a su esposa, Sandra, en la Universidad de Temple donde él jugaba al baloncesto y ella en el equipo de voleiból.
Tienen dos hijos: Jalen (n. 1996) y Erica (n. 2000/01). T
La familia residió mucho tiempo en Cherry Hill (New Jersey), por la carrera de Rick en la NBA, pero también se mudó en varias ocasiones hasta asentarse en Lincolnshire (Illinois), donde su hijo Jalen fue al instituto (antes de unirse a Villanova y convertirse en jugador NBA).